# Autosport
Autosport – tygodnik poświęcony sportom motorowym, wydawany początkowo co czwartek w Wielkiej Brytanii nakładem wydawnictwa Haymarket Media Group. Pierwszy numer magazynu został wydany w 1950 roku. W 2016 roku Haymarket Media Group sprzedała posiadane przez siebie marki firmie Motorsport Network, włącznie z czasopismem Autosport.

## Nagrody Autosportu

### Kierowca Wyścigowy Roku
| Rok  | Zwycięzca          | Seria                  |
| ---- | ------------------ | ---------------------- |
| 1982 | Keke Rosberg       | Formuła 1              |
| 1983 | Nelson Piquet      | Formuła 1              |
| 1984 | Niki Lauda         | Formuła 1              |
| 1985 | Alain Prost        | Formuła 1              |
| 1986 | Nigel Mansell      | Formuła 1              |
| 1987 | Nigel Mansell      | Formuła 1              |
| 1988 | Ayrton Senna       | Formuła 1              |
| 1989 | Jean Alesi         | Formuła 3000 Formuła 1 |
| 1990 | Ayrton Senna       | Formuła 1              |
| 1991 | Ayrton Senna       | Formuła 1              |
| 1992 | Nigel Mansell      | Formuła 1              |
| 1993 | Nigel Mansell      | CART                   |
| 1994 | Damon Hill         | Formuła 1              |
| 1995 | Michael Schumacher | Formuła 1              |
| 1996 | Damon Hill         | Formuła 1              |
| 1997 | Jacques Villeneuve | Formuła 1              |
| 1998 | Mika Häkkinen      | Formuła 1              |
| 1999 | Mika Häkkinen      | Formuła 1              |
| 2000 | Michael Schumacher | Formuła 1              |
| 2001 | Michael Schumacher | Formuła 1              |
| 2002 | Michael Schumacher | Formuła 1              |
| 2003 | Juan Pablo Montoya | Formuła 1              |
| 2004 | Jenson Button      | Formuła 1              |
| 2005 | Kimi Räikkönen     | Formuła 1              |
| 2006 | Fernando Alonso    | Formuła 1              |
| 2007 | Lewis Hamilton     | Formuła 1              |
| 2008 | Lewis Hamilton     | Formuła 1              |
| 2009 | Jenson Button      | Formuła 1              |
| 2010 | Sebastian Vettel   | Formuła 1              |
| 2011 | Sebastian Vettel   | Formuła 1              |
| 2012 | Sebastian Vettel   | Formuła 1              |
| 2013 | Sebastian Vettel   | Formuła 1              |

### Kierowca Rajdowy Roku
| Rok  | Zwycięzca       | Seria                      |
| ---- | --------------- | -------------------------- |
| 1999 | Richard Burns   | Rajdowe mistrzostwa świata |
| 2000 | Richard Burns   | Rajdowe mistrzostwa świata |
| 2001 | Richard Burns   | Rajdowe mistrzostwa świata |
| 2002 | Marcus Grönholm | Rajdowe mistrzostwa świata |
| 2003 | Petter Solberg  | Rajdowe mistrzostwa świata |
| 2004 | Sébastien Loeb  | Rajdowe mistrzostwa świata |
| 2005 | Sébastien Loeb  | Rajdowe mistrzostwa świata |
| 2006 | Sébastien Loeb  | Rajdowe mistrzostwa świata |
| 2007 | Marcus Grönholm | Rajdowe mistrzostwa świata |
| 2008 | Sébastien Loeb  | Rajdowe mistrzostwa świata |
| 2009 | Mikko Hirvonen  | Rajdowe mistrzostwa świata |
| 2010 | Sébastien Loeb  | Rajdowe mistrzostwa świata |
| 2011 | Sébastien Loeb  | Rajdowe mistrzostwa świata |
| 2012 | Sébastien Loeb  | Rajdowe mistrzostwa świata |
| 2013 | Sébastien Ogier | Rajdowe mistrzostwa świata |

### Kierowca Roku w Wielkiej Brytanii
Do 2007 jako Kierowca Wyścigowy Roku w Wielkiej Brytanii. Od 2008 połączono z nagrodą Kierowcy Rajdowego Roku w Wielkiej Brytanii.
| Rok  | Zwycięzca         | Seria                            |
| ---- | ----------------- | -------------------------------- |
| 1982 | Tommy Byrne       | Brytyjska Formuła 3              |
| 1983 | Martin Brundle    | Brytyjska Formuła 3              |
| 1984 | Johnny Dumfries   | Brytyjska Formuła 3              |
| 1985 | Andy Rouse        | British Touring Car Championship |
| 1986 | Andy Wallace      | Brytyjska Formuła 3              |
| 1987 | Johnny Herbert    | Brytyjska Formuła 3              |
| 1988 | JJ Lehto          | Brytyjska Formuła 3              |
| 1989 | Allan McNish      | Brytyjska Formuła 3              |
| 1990 | Robb Gravett      | British Touring Car Championship |
| 1991 | David Coulthard   | Brytyjska Formuła 3              |
| 1992 | Tim Harvey        | British Touring Car Championship |
| 1993 | Kelvin Burt       | British Touring Car Championship |
| 1994 | Gabriele Tarquini | British Touring Car Championship |
| 1995 | John Cleland      | British Touring Car Championship |
| 1996 | Frank Biela       | British Touring Car Championship |
| 1997 | Alain Menu        | British Touring Car Championship |
| 1998 | Rickard Rydell    | British Touring Car Championship |
| 1999 | Laurent Aïello    | British Touring Car Championship |
| 2000 | Antônio Pizzonia  | Brytyjska Formuła 3              |
| 2001 | Takuma Sato       | Brytyjska Formuła 3              |
| 2002 | Robbie Kerr       | Brytyjska Formuła 3              |
| 2003 | Nelson Piquet Jr. | Brytyjska Formuła 3              |
| 2004 | James Thompson    | British Touring Car Championship |
| 2005 | Matt Neal         | British Touring Car Championship |
| 2006 | Mike Conway       | Brytyjska Formuła 3              |
| 2007 | Jason Plato       | British Touring Car Championship |
| 2008 | Oliver Turvey     | Brytyjska Formuła 3              |
| 2009 | Colin Turkington  | British Touring Car Championship |
| 2010 | Jason Plato       | British Touring Car Championship |
| 2011 | Matt Neal         | British Touring Car Championship |
| 2012 | Gordon Shedden    | British Touring Car Championship |
| 2013 | Andrew Jordan     | British Touring Car Championship |

### Kierowca Rajdowy Roku w Wielkiej Brytanii
| Rok  | Zwycięzca            | Seria                                         |
| ---- | -------------------- | --------------------------------------------- |
| 1982 | Malcolm Patrick      | Otwarte Rajdowe Mistrzostwa Wielkiej Brytanii |
| 1983 | Darryl Weidner       | Otwarte Rajdowe Mistrzostwa Wielkiej Brytanii |
| 1984 | David Llewellin      | Otwarte Rajdowe Mistrzostwa Wielkiej Brytanii |
| 1985 | Mark Lovell          | Otwarte Rajdowe Mistrzostwa Wielkiej Brytanii |
| 1986 | Ken Wood             | Rajdowe Mistrzostwa Szkocji                   |
| 1987 | Louise Aitken-Walker | Otwarte Rajdowe Mistrzostwa Wielkiej Brytanii |
| 1988 | Malcolm Wilson       | Otwarte Rajdowe Mistrzostwa Wielkiej Brytanii |
| 1989 | David Llewellin      | Otwarte Rajdowe Mistrzostwa Wielkiej Brytanii |
| 1990 | David Llewellin      | Rajdowe mistrzostwa Wielkiej Brytanii         |
| 1991 | Colin McRae          | Rajdowe mistrzostwa Wielkiej Brytanii         |
| 1992 | Colin McRae          | Rajdowe mistrzostwa Wielkiej Brytanii         |
| 1993 | Richard Burns        | Rajdowe mistrzostwa Wielkiej Brytanii         |
| 1994 | Malcolm Wilson       | Rajdowe mistrzostwa Wielkiej Brytanii         |
| 1995 | Alister McRae        | Rajdowe mistrzostwa Wielkiej Brytanii         |
| 1996 | Gwyndaf Evans        | Rajdowe mistrzostwa Wielkiej Brytanii         |
| 1997 | Mark Higgins         | Rajdowe mistrzostwa Wielkiej Brytanii         |
| 1998 | Martin Rowe          | Rajdowe mistrzostwa Wielkiej Brytanii         |
| 1999 | Tapio Laukkanen      | Rajdowe mistrzostwa Wielkiej Brytanii         |
| 2000 | Mark Higgins         | Rajdowe mistrzostwa Wielkiej Brytanii         |
| 2001 | Justin Dale          | Rajdowe mistrzostwa Wielkiej Brytanii         |
| 2002 | Justin Dale          | Rajdowe mistrzostwa Wielkiej Brytanii         |
| 2003 | Martin Rowe          | Mistrzostwa Świata Samochodów Produkcyjnych   |
| 2004 | Guy Wilks            | Rajdowe mistrzostwa Wielkiej Brytanii         |
| 2005 | Mark Higgins         | Rajdowe mistrzostwa Wielkiej Brytanii         |
| 2006 | Mark Higgins         | Rajdowe mistrzostwa Wielkiej Brytanii         |
| 2007 | Mark Higgins         | Rajdowe mistrzostwa Wielkiej Brytanii         |

### Brytyjski Kierowca Związkowy Roku
| Rok  | Zwycięzca          | Seria                           |
| ---- | ------------------ | ------------------------------- |
| 1982 | Martin Bolsover    | British Hill Climb Championship |
| 1983 | Martin Bolsover    | British Hill Climb Championship |
| 1984 | Rod Birley         | British Hill Climb Championship |
| 1985 | Chris Cramer       | British Hill Climb Championship |
| 1986 | Paul Warwick       | Formuła Ford 1600               |
| 1987 | Eddie Irvine       | Brytyjska Formuła Ford          |
| 1988 | Allan McNish       | Formuła Vauxhall                |
| 1989 | David Coulthard    | Formuła Ford 1600               |
| 1990 | Warren Hughes      | Brytyjska Formuła Ford          |
| 1991 | Kelvin Burt        | Formuła Vauxhall                |
| 1992 | Oliver Gavin       | Formuła Vauxhall                |
| 1993 | Dario Franchitti   | Formuła Vauxhall                |
| 1994 | James Matthews     | Brytyjska Formuła Renault       |
| 1995 | Guy Smith          | Brytyjska Formuła Renault       |
| 1996 | Peter Dumbreck     | Formuła Vauxhall                |
| 1997 | Doug Bell          | Formuła Vauxhall Junior         |
| 1998 | Richard Lyons      | Formuła Vauxhall Junior         |
| 1999 | Andy Priaulx       | Renault Spider Championship     |
| 2000 | Michael Caine      | TVR Tuscan Challenge            |
| 2001 | Mike Jordan        | British GT Championship         |
| 2002 | Danny Watts        | Brytyjska Formuła Renault       |
| 2003 | Lewis Hamilton     | Brytyjska Formuła Renault       |
| 2004 | James Pickford     | SEAT León Cupra Cup             |
| 2005 | Andrew Kirkaldy    | British GT Championship         |
| 2006 | Sam Bird           | Brytyjska Formuła Renault       |
| 2007 | Duncan Tappy       | Brytyjska Formuła Renault       |
| 2008 | Adam Christodoulou | Brytyjska Formuła Renault       |
| 2009 | Sarah Moore        | Ginetta Junior Championship     |
| 2010 | Tom Blomqvist      | Brytyjska Formuła Renault       |
| 2011 | Alex Lynn          | Brytyjska Formuła Renault       |
| 2012 | Scott Malvern      | Formuła Renault BARC            |
| 2013 | Dan Cammish        | Brytyjska Formuła Ford          |

### Debiutant Roku
| Rok  | Zwycięzca          | Seria                            |
| ---- | ------------------ | -------------------------------- |
| 2000 | Jenson Button      | Formuła 1                        |
| 2001 | Juan Pablo Montoya | Formuła 1                        |
| 2002 | Mark Webber        | Formuła 1                        |
| 2003 | Dan Wheldon        | Indy Racing League               |
| 2004 | A.J. Allmendinger  | Champ Car                        |
| 2005 | Tiago Monteiro     | Formuła 1                        |
| 2006 | Lewis Hamilton     | GP2                              |
| 2007 | Lewis Hamilton     | Formuła 1                        |
| 2008 | Sebastian Vettel   | Formuła 1                        |
| 2009 | Kris Meeke         | Intercontinental Rally Challenge |
| 2010 | Kamui Kobayashi    | Formuła 1                        |
| 2011 | Paul di Resta      | Formuła 1                        |
| 2012 | Mathéo Tuscher     | Formuła 2                        |
| 2013 | Jules Bianchi      | Formuła 1                        |

### Brytyjski Kierowca Roku
| Year | Winner           | Seria                               |
| ---- | ---------------- | ----------------------------------- |
| 1982 | John Watson      | Formuła 1                           |
| 1983 | Jonathan Palmer  | Formuła 2                           |
| 1984 | Derek Bell       | World Endurance Championship        |
| 1985 | Nigel Mansell    | Formuła 1                           |
| 1986 | Nigel Mansell    | Formuła 1                           |
| 1987 | Jonathan Palmer  | Formuła 1                           |
| 1988 | Martin Brundle   | World Sports-Prototype Championship |
| 1989 | Nigel Mansell    | Formuła 1                           |
| 1990 | Martin Brundle   | World Sports-Prototype Championship |
| 1991 | Nigel Mansell    | Formuła 1                           |
| 1992 | Derek Warwick    | Sportscar World Championship        |
| 1993 | Damon Hill       | Formuła 1                           |
| 1995 | Damon Hill       | Formuła 1                           |
| 1996 | Damon Hill       | Formuła 1                           |
| 1997 | Mark Blundell    | CART                                |
| 1998 | Dario Franchitti | CART                                |
| 1999 | Eddie Irvine     | Formuła 1                           |
| 2000 | David Coulthard  | Formuła 1                           |
| 2001 | David Coulthard  | Formuła 1                           |
| 2002 | David Coulthard  | Formuła 1                           |
| 2003 | Jenson Button    | Formuła 1                           |
| 2004 | Andy Priaulx     | European Touring Car Championship   |
| 2005 | Dan Wheldon      | Indy Racing League                  |
| 2006 | Jenson Button    | Formuła 1                           |
| 2007 | Lewis Hamilton   | Formuła 1                           |
| 2008 | Allan McNish     | Le Mans Series                      |
| 2009 | Jenson Button    | Formuła 1                           |
| 2010 | Dario Franchitti | IndyCar                             |
| 2011 | Jenson Button    | Formuła 1                           |
| 2012 | Jenson Button    | Formuła 1                           |
| 2013 | Lewis Hamilton   | Formuła 1                           |

### Nagroda Johna Bolstera za Osiągnięcia Techniczne
| Rok  | Zwycięzca             | Uwaga                                 |
| ---- | --------------------- | ------------------------------------- |
| 1985 | David Gould           | Gould-Hart 84/2                       |
| 1986 | Paul Squires          | Brabham BT28                          |
| 1987 | Karl Schollar         | Spectre-KTM                           |
| 1988 | George Bewley         | Bewley-Jawa                           |
| 1989 | Ray Rowan             | Roman-Hart IVH                        |
| 1990 | Harvey Postlethwaite  | Tyrrell 019                           |
| 1991 | Ross Brawn            | Jaguar XJR-14                         |
| 1992 | Patrick Head          | Williams FW14B                        |
| 1993 | McLaren International | McLaren MP4/8                         |
| 1994 | Mercedes-Benz         | silnik Mercedes-Benz 500I             |
| 1995 | McLaren International | McLaren F1 GTR                        |
| 1996 | Renault Sport         | silniki V10 Formuły 1 Renault         |
| 1997 | ThrustSSC             | rekord szybkości na lądzie            |
| 1998 | Ken Tyrrell           |                                       |
| 1999 | Don Panoz             |                                       |
| 1999 | Jackie Stewart        |                                       |
| 2000 | Audi                  | Audi R8                               |
| 2001 | Roger Penske          | Penske                                |
| 2002 | Ross Brawn            | za osiągnięcia w Scuderia Ferrari     |
| 2003 | Ralph Firman Sr.      | Van Diemen                            |
| 2004 | Honda                 | za osiągnięcia w Formule 1 i Indy     |
| 2005 | Pat Symonds           |                                       |
| 2005 | John Force            | za osiągnięcia w wyścigach dragsterów |
| 2006 | Michelin              | za osiągnięcia w sportach motorowych  |
| 2007 | Patrick Head          | za osiągnięcia w karierze             |
| 2008 | Carl Haas             | za osiągnięcia techniczne             |
| 2009 | Adrian Newey          | za osiągnięcia techniczne             |
| 2010 | Bridgestone           | za osiągnięcia w Formule 1            |
| 2010 | Chip Ganassi          | za osiągnięcia w IndyCar i NASCAR     |
| 2011 | Gian Paolo Dallara    | za osiągnięcia techniczne             |
| 2012 | Peter Sauber          | za osiągnięcia techniczne             |
| 2012 | Bob Dance             | za osiągnięcia w karierze             |
| 2013 | McLaren               | za osiągnięcia w sportach motorowych  |

### Nagroda Gregora Granta
| Rok  | Zwycięzca           |
| ---- | ------------------- |
| 1989 | John Webb           |
| 1990 | Mario Andretti      |
| 1991 | Eric Broadley       |
| 1991 | Mazda               |
| 1992 | Bobby Rahal         |
| 1993 | Murray Walker       |
| 1993 | Colin McRae         |
| 1994 | Alain Prost         |
| 1995 | Leo Mehl            |
| 1995 | Emerson Fittipaldi  |
| 1996 | Dale Earnhardt      |
| 1996 | Jabby Crombac       |
| 1997 | Johnny Mowlem       |
| 1998 | Lord March          |
| 1998 | Klaus Ludwig        |
| 1998 | Alex Zanardi        |
| 1999 | Sid Watkins         |
| 2000 | Hannu Mikkola       |
| 2001 | Frank Williams      |
| 2001 | Juan Pablo Montoya  |
| 2002 | Juan Pablo Montoya  |
| 2002 | Tom Wheatcroft      |
| 2003 | Alex Zanardi        |
| 2003 | Fernando Alonso     |
| 2003 | Scuderia Ferrari    |
| 2004 | Carlos Sainz        |
| 2005 | Bernie Ecclestone   |
| 2005 | Tom Kristensen      |
| 2006 | Andy Priaulx        |
| 2006 | Jack Brabham        |
| 2006 | James Winslow       |
| 2007 | Dario Franchitti    |
| 2007 | Fabrizio Giovanardi |
| 2008 | Stirling Moss       |
| 2008 | Ari Vatanen         |
| 2009 | Enzo Ferrari        |
| 2009 | Ron Dennis          |
| 2010 | Rubens Barrichello  |
| 2010 | Jackie Stewart      |
| 2011 | Damon Hill          |
| 2011 | Dan Wheldon         |
| 2012 | Sébastien Loeb      |
| 2012 | Jimmy McRae         |
| 2013 | Niki Lauda          |
| 2013 | John Surtees        |

### Samochód Wyścigowy Roku
| Rok  | Zwycięzca       | Seria     |
| ---- | --------------- | --------- |
| 1982 | Porsche 956     | Grupa C   |
| 1983 | Brabham BT52    | Formuła 1 |
| 1984 | McLaren MP4/2   | Formuła 1 |
| 1985 | Williams FW10B  | Formuła 1 |
| 1986 | Williams FW11   | Formuła 1 |
| 1987 | Jaguar XJR-8    | Grupa C   |
| 1988 | McLaren MP4/4   | Formuła 1 |
| 1989 | Sauber C9       | Grupa C   |
| 1990 | Tyrrell 019     | Formuła 1 |
| 1991 | Jordan 191      | Formuła 1 |
| 1992 | Williams FW14B  | Williams  |
| 1993 | Williams FW15C  | Formuła 1 |
| 1994 | Benetton B194   | Formuła 1 |
| 1995 | Williams FW17   | Williams  |
| 1996 | Williams FW18   | Formuła 1 |
| 1997 | Williams FW19   | Formuła 1 |
| 1998 | McLaren MP4/13  | Formuła 1 |
| 1999 | McLaren MP4/14  | Formuła 1 |
| 2000 | Ferrari F1-2000 | Formuła 1 |
| 2001 | Ferrari F2001   | Formuła 1 |
| 2002 | Ferrari F2002   | Formuła 1 |
| 2003 | Bentley Speed 8 | Le Mans   |
| 2004 | Ferrari F2004   | Formuła 1 |
| 2005 | McLaren MP4-20  | Formuła 1 |
| 2006 | Renault R26     | Formuła 1 |
| 2007 | McLaren MP4-22  | Formuła 1 |
| 2008 | McLaren MP4-23  | Formuła 1 |
| 2009 | Brawn BGP 001   | Formuła 1 |
| 2010 | Red Bull RB6    | Formuła 1 |
| 2011 | Red Bull RB7    | Formuła 1 |
| 2012 | Red Bull RB8    | Formuła 1 |
| 2013 | Red Bull RB9    | Formuła 1 |

### Samochód Rajdowy Roku
| Samochód | Zwycięzca                  | Rodzaj              |
| -------- | -------------------------- | ------------------- |
| 1999     | Toyota Corolla WRC         | Samochód WRC        |
| 2000     | Ford Focus WRC             | Samochód WRC        |
| 2001     | Ford Focus WRC             | Samochód WRC        |
| 2002     | Peugeot 206 WRC            | Samochód WRC        |
| 2003     | Citroën Xsara WRC          | Samochód WRC        |
| 2004     | Citroën Xsara WRC          | Samochód WRC        |
| 2005     | Citroën Xsara WRC          | Samochód WRC        |
| 2006     | Ford Focus WRC             | Samochód WRC        |
| 2007     | Ford Focus WRC             | Samochód WRC        |
| 2008     | Citroën C4 WRC             | Samochód WRC        |
| 2009     | Citroën C4 WRC             | Samochód WRC        |
| 2010     | Citroën C4 WRC             | Samochód WRC        |
| 2011     | Mini John Cooper Works WRC | Samochód WRC        |
| 2012     | Citroën DS3 WRC            | Samochód WRC        |
| 2013     | Peugeot 208 T16 Pikes Peak | Samochód Pikes Peak |

### Pionierstwo i Innowacja
| Rok  | Zwycięzca            |
| ---- | -------------------- |
| 2004 | SAFER                |
| 2005 | GP2                  |
| 2006 | Audi R10             |
| 2007 | HANS                 |
| 2008 | Grand Prix Singapuru |
| 2009 | F1 in Schools        |
| 2010 | Kanał F              |
| 2011 | Senna                |
| 2012 | sztab medyczny FIA   |
| 2012 | DeltaWing            |
| 2013 | Nissan GT Academy    |

### Moment Roku
| Rok  | Zwycięzca            |
| ---- | -------------------- |
| 2008 | Grand Prix Brazylii  |
| 2010 | Grand Prix Singapuru |

### Sportowiec Roku
| Rok  | Zwycięzca      |
| ---- | -------------- |
| 1989 | Al Unser Jr.   |
| 1990 | Eliseo Salazar |
| 1991 | Johnny Herbert |